# Valle Sturla
La valle Sturla è un'antica valle, conosciuta già al tempo dell'Impero romano, della città metropolitana di Genova.
Il territorio della valle comprende i due comuni montani di Borzonasca e Mezzanego, compresi nel Parco naturale regionale dell'Aveto. La valle confina geograficamente a nord con la val d'Aveto, ad ovest con la val Fontanabuona, ad est con la val di Vara (provincia della Spezia) e la val di Taro (provincia di Parma) e a sud con la val Graveglia.

## Geografia fisica
Situata nell'immediato entroterra chiavarese, è percorsa principalmente dal torrente Sturla e la sua flora varia a seconda dell'altitudine della valle; i suoi boschi sono per lo più formati da noccioleti e castagneti e nelle zone più esposte anche da vigneti e uliveti.
Nella zona del passo del Bocco (956 m s.l.m.) sono presenti inoltre vaste faggete o zone adibite al pascolo dei bovini e caprini, un tempo principale attività degli abitanti della valle. Nel comune di Borzonasca, a circa 1000 m s.l.m., furono creati negli anni venti del XX secolo due invasi artificiali - il lago di Giacopiane e il lago di Pian Sapeio - utili ancora oggi per sopperire alla crescente domanda di energia elettrica e al ruolo di riserva idrica per la zona del golfo del Tigullio e, talvolta, anche del capoluogo genovese.
Altro importante valico appenninico di questa valle è il passo della Forcella (875 m s.l.m.), che la unisce alla val d'Aveto (Rezzoaglio e Santo Stefano d'Aveto).

## Storia

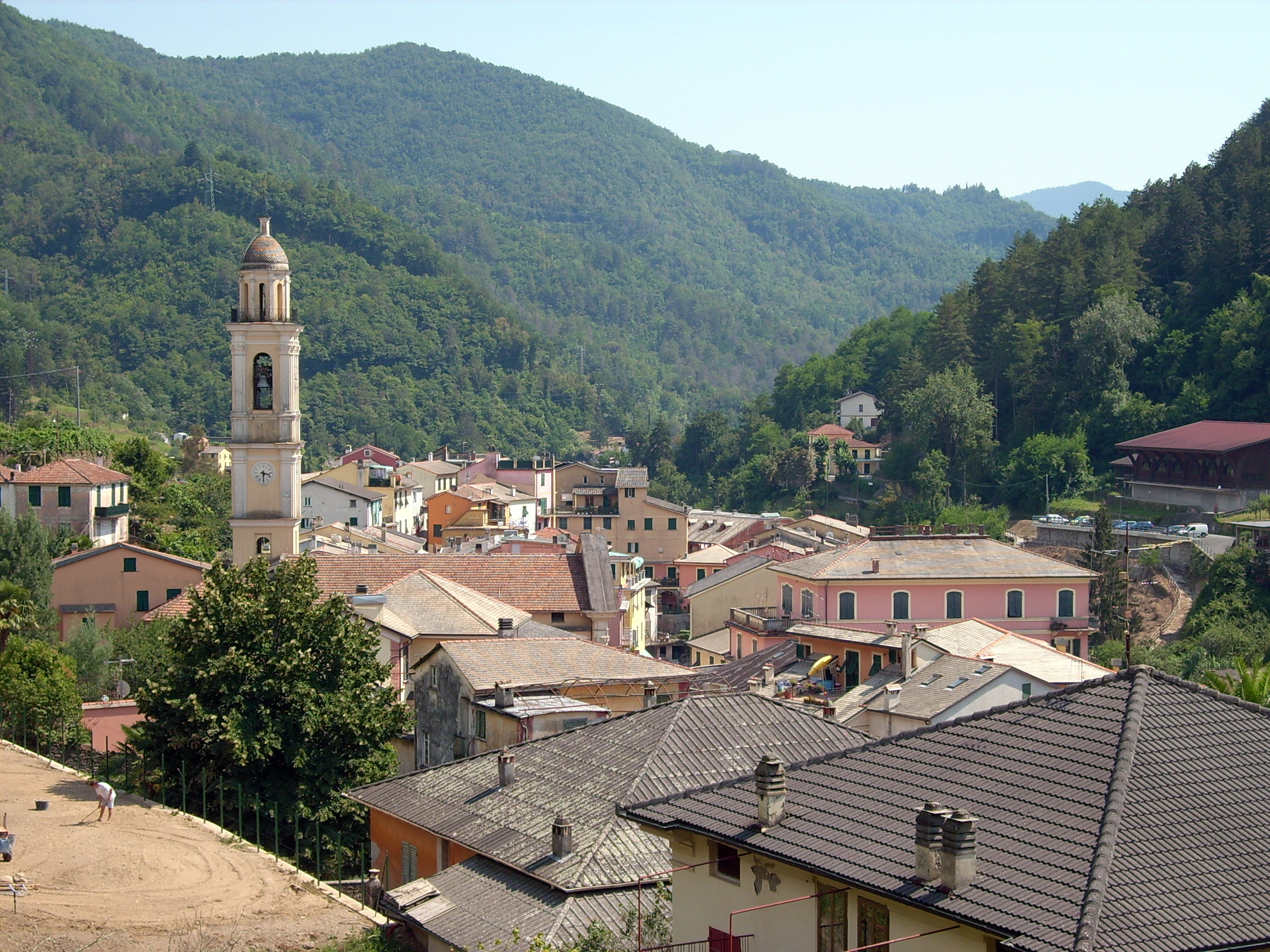
Panorama di Borzonasca

La valle ha avuto nei secoli una notevole importanza grazie alla sua collocazione geografica: strategico crocevia commerciale delle merci a cavallo tra la costa tigullina, l'entroterra chiavarese e la val di Taro. 
I due maggiori centri, Borzonasca e Mezzanego, furono poi domini della famiglia nobiliare Fieschi, conti di Lavagna e già signori delle altre valli del levante genovese.
La famiglia fliscana eresse durante il suo dominio in vari punti strategici diverse fortificazioni e castelli, per un controllo maggiore delle vie di comunicazione tra la costa e l'immediato entroterra ligure, sistemi difensivi che vennero in seguito distrutti in parte dalle truppe della Repubblica di Genova nel corso del XII e XIII secolo. Genova riuscì successivamente ad assumere il pieno controllo della valle, che fu amministrativamente compresa nel capitaneato di Chiavari fino al 1797, anno d'inizio della dominazione napoleonica con la conseguente caduta della repubblica in favore della successiva Repubblica Ligure nel Primo Impero francese (1805).
Con il Regno d'Italia la valle Sturla fu inquadrata nel I mandamento di Borzonasca, facente parte del circondario di Chiavari, all'interno della provincia di Genova.

## Monumenti e luoghi d'interesse

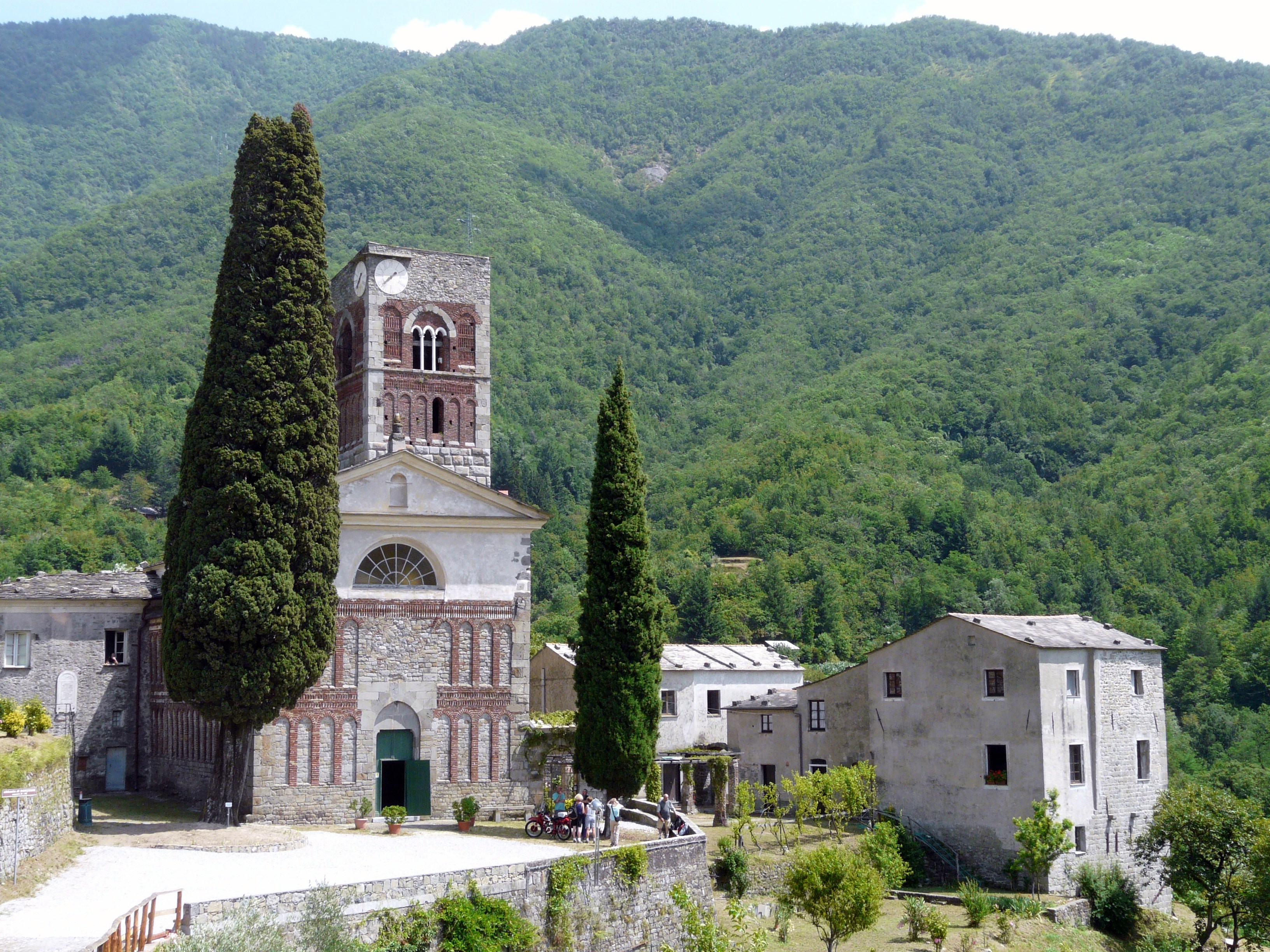
Il complesso dell'abbazia di Borzone

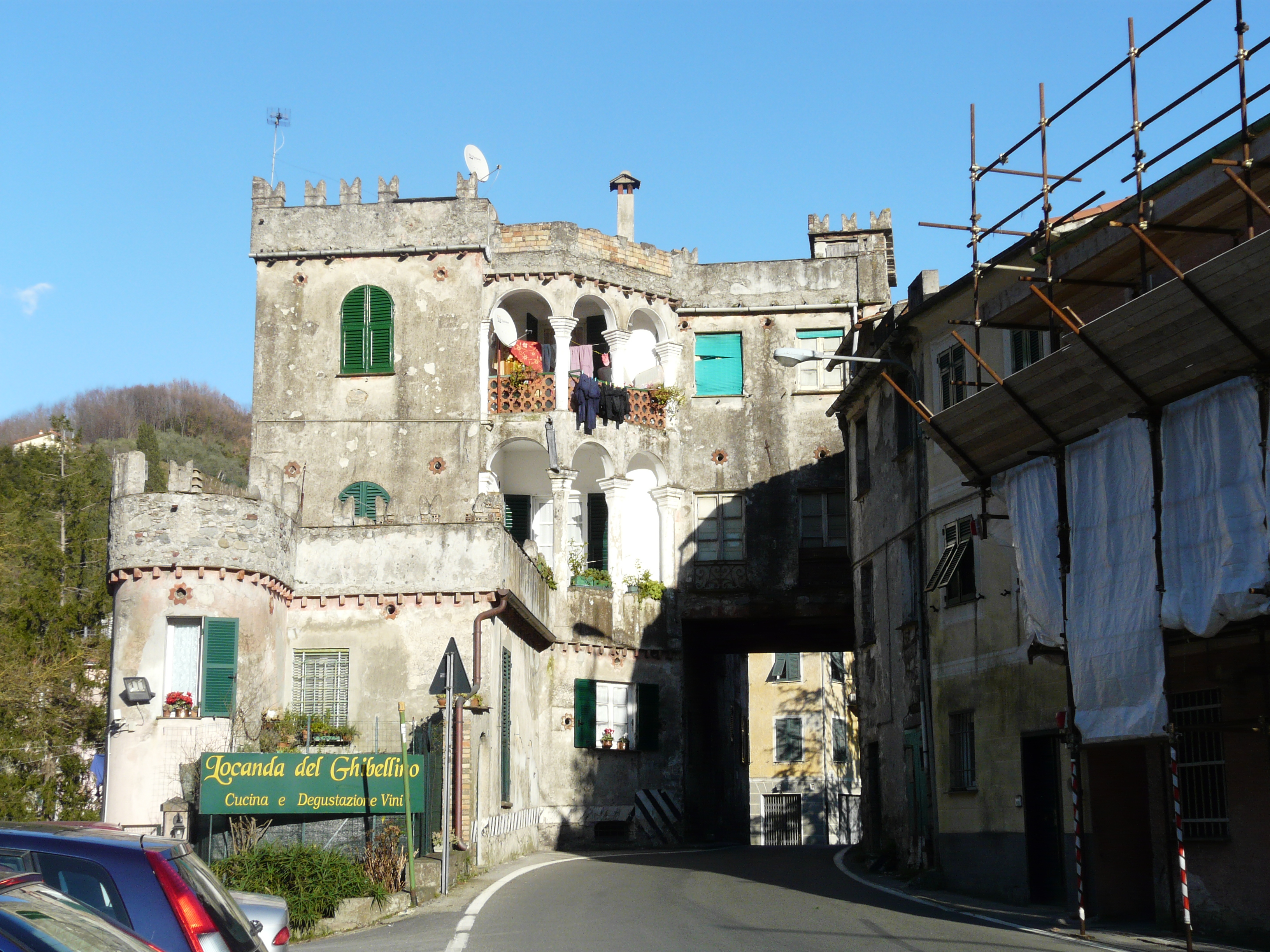
Il castello Rocca presso la frazione di Borgonovo Ligure

Uno dei principali luoghi di culto della valle è l'abbazia di Borzone, con i resti del monastero, situati nell'omonima località a tre chilometri dal centro urbano di Borzonasca. Il monastero, le cui origini sono incerte, divenne proprietà della famiglia Fieschi di Lavagna che nel 1184 ottennero l'elezione ad abbazia dall'arcivescovo di Genova Ugo della Volta.

## Infrastrutture e trasporti

### Strade ed autostrade
La valle Sturla è attraversata dalla strada statale 586 della val d'Aveto la quale collega Carasco con Rezzoaglio. I caselli autostradali di Chiavari (da nord) e Lavagna (da sud) sull'autostrada A12 sono le uscite consigliate per raggiungere la destinazione.

### Ferrovie
La stazione di Chiavari è la fermata ferroviaria più vicina sulla linea ferroviaria Genova-Pisa nel tratto locale compreso tra Genova e La Spezia.
Adiacente alla stazione chiavarese è presente lo scalo degli autobus dove regolarmente si effettuano corse per raggiungere la valle.